# NGC 1312
NGC 1312 is twee sterren in het sterrenbeeld Stier. Het hemelobject werd op 16 december 1859 ontdekt door de Amerikaanse astronoom Phillip Sidney Coolidge (1830-1863).